# Maria Emília Rosa
Maria Emília Rosa (Mértola, 1957) é uma engenheira e professora portuguesa.

## Biografia
Em 1980 obteve a licenciatura em Engenharia Metalúrgica pelo Instituto Superior Técnico (IST) da Universidade Técnica de Lisboa e, em 1990, o Doutoramento em Engenharia de Materiais pela mesma instituição.
Docente do IST desde 1980, a partir de 1993 tornou-se Professora Associada no Departamento de Engenharia de Materiais.
Realiza trabalhos de pesquisa em várias áreas, com concentração na deformação plástica de materiais, e na estrutura e propriedades mecânicas de materiais celulares (nomeadamente a cortiça), espumas e filmes líquidos.  Vem participando em diversos projectos, no país e no continente europeu sobre a cortiça. 
Recebeu em 1989 o Prémio Gulbenkian de Ciência e Tecnologia, outorgado anualmente pela Fundação Calouste Gulbenkian, em Portugal.

## Obras
- A cortiça. Com: Fortes, Manuel Amaral; Pereira, Helena. Lisboa, IST Press, 2004. ISBN 972-8469-33-0 [4]